# Бабаян, Семён Амаякович
Семён Амаякович Бабаян (21 июля 1932, Баку — 15 сентября 2023) — советский и карабахский государственный деятель. Председатель Нагорно-Карабахского облисполкома (1988—1991). Мэр города Шуши (1992—1996). Доктор технических наук

## Биография
Родился в 1932 году в Баку в семье уроженцев Нагорного Карабаха. Учился в бакинской школе № 160. Окончил Азербайджанский индустриальный институт (1954).
Занимался преподавательской деятельностью в Азербайджанском институте нефти и химии. Являлся сотрудником различных научно-исследовательских институтов и производственных предприятий нефтяного машиностроения СССР.
С 1973 по 1974 — сотрудник Закавказского филиала экспериментального НИИ металлорежущих станков и инструмента в Ереване, где занимал должность руководителя отдела.
В 1985 году был назначен директором завода «Сельхозмаш» в Степанакерте. Тогда же был избран депутатом Совета народных депутатов Нагорно-Карабахской автономной области, а уже в следующем году стал членом Областного исполкома.
С 1988 по 1990 год являлся председателем исполкома Совета народных депутатов НКАО. Кроме того, в 1989 году являлся членом Комитета особого управления НКАО, где отвечал за работу местных органов власти, экономику и за связи с Армянской ССР. Во время проведения операции «Кольцо» в 1991 году перешёл на нелегальное положение. В 1992 году после занятия армянскими войсками Шуши в ходе первой карабахской войны стал мэром города. Одновременно с этим являлся представителем министерства промышленности Армении в непризнанной Нагорно-Карабахской Республике.
После этого, с 1996 по 1997 год представлял министерство промышленности Армении в Москве. С 1997 по 2002 год являлся руководителем информационно-аналитического отдела Постоянного Представительства НКР в Российской Федерации. В 2002 году вернулся в Степанакерт, где в течение следующих пяти лет работал в научной сфере непризнанной республики. С 2007 по 2013 год занимал пост руководителя Арцахского научного центра.
Доктор технических наук. Автор ряда научных и производственных патентов.
Скончался 15 сентября 2023 года.